# Comté de Calumet
Le comté de Calumet est un comté situé dans l'État du Wisconsin, aux États-Unis. Son siège est Chilton. Selon le recensement de 2000, sa population était de 40 631 habitants.

## Comtés limitrophes
| Nord-Ouest : Comté d'Outagamie   |                  | Nord-Est : Comté de Brown    |
| Ouest : Comté de Winnebago       | Comté de Calumet | Est: Comté de Manitowoc      |
| Sud-Ouest : Comté de Fond du Lac |                  | Sud-Est : Comté de Sheboygan |